# Daniel Sangouma
Daniel Sangouma (* 7. února 1965 Saint-Denis, Réunion) je bývalý francouzský atlet, sprinter.

## Sportovní kariéra
Na olympiádě v Soulu v roce 1988 vybojoval bronzovou medaili jako člen štafety na 4 × 100 metrů. Na evropském šampionátu v roce 1990 se jako člen francouzské sprinterské štafety radoval z evropského titulu a světového rekordu v této disciplíně 37,79 s. Na trati 100 metrů získal stříbrnou medaili. O rok později vybojovala francouzská štafeta na 4 × 100 metrů na mistrovství světa stříbrnou medaili. V roce 1992 skončil druhý v běhu na 200 metrů při startu na evropském halovém šampionátu. O dva roky později v této disciplíně na halovém mistrovství zvítězil. Jeho posledním medailovým úspěchem bylo vítězství ve štafetě na 4 × 100 metrů na mistrovství Evropy v roce 1994.